# 高流站
高流站是位于江苏省新沂市高流镇的一个铁路车站，邮政编码221411。车站建于1995年，有新长铁路经过该站，现仅办理货运业务，不办理客运业务，车站及其上下行区间未电气化。车站距离新沂站18公里，隶属上海铁路局，是四等站。